# Горинь Михайло Миколайович
Миха́йло Микола́йович Го́ринь (17 червня 1930, Кнісело — 13 січня 2013, Львів) — український правозахисник, дисидент і політв'язень радянських часів, Народний депутат України 1-го скликання, почесний голова Республіканської християнської партії, старший брат Богдана та Миколи Горинів, двоюрідний племінник діяча ОУН Миколи Кириловича Лебедя (син його двоюрідної сестри Стефанії Данилівни Горинь, до шлюбу Грек).

## Біографія
Народився 17 червня 1930 року в селі Кнісело Жидачівського повіту Станиславівського воєводства Польщі (нині Бібрська міська територіальна громада Львівський район Львівської області України). Батько Микола Михайлович Горинь (1905—1988) був головою місцевого товариства «Просвіта» й активістом Організації українських націоналістів. Мати Стефанія Данилівна Горинь (до шлюбу Грек; 1911—2003) була селянкою. Через участь голови родини в українському підпіллі на початку грудня 1944 р. родину Горинів було заарештовано НКВС та спрямовано на заслання в Сибір. Але ще в Галичині варта дала їм змогу втекти. Після цього до весни 1945 р. вся родина Горинів жила в підпіллі. Потім Михайло Горинь разом із родичами подався в місто Ходорів Львівської області, де вони й оселились.
З 1949 по 1955 рр. навчався на відділенні логіки та психології Львівського університету. 1953 року був короткотривало відсторонений від навчання за відмову вступити до комсомолу. Весь цей час підтримував контакт з українським підпіллям, виготовляв і розповсюджував листівки.
Наступні роки вчителював у різних школах Дрогобицького району, завідував районним методичним кабінетом, працював інспектором Стрілківського райВНО. З 1961 р. займався науковою діяльністю, зокрема, організував при Львівському заводі автонавантажувачів першу в СРСР експериментальну науково-практичну лабораторію психології і фізіології праці.
Того ж часу почались перші його контакти з шістдесятниками. У 1963 р. виступив як один із фундаторів Львівського клубу творчої молоді «Пролісок». Відтоді стосунки між Михайлом Горинем і владою погіршувались, і 26 серпня 1965 р. його заарештували за «антирадянську агітацію і пропаганду». 18 квітня 1966 р. на закритому засіданні Львівський обласний суд засудив Михайла Гориня на 6 років таборів суворого режиму. Разом із ним судили його молодшого брата Богдана, Івана Геля та Мирославу Зваричевську. Також Михайло та його молодший брат Богдан виступили свідками проти Михайла Масютка, якого звинувачували в антирадянській діяльності та пропаганді.
Вирок відбував у мордовських таборах, але за поширення самвидаву серед в'язнів у липні 1967 р. Зубово-Полянський районний суд присудив йому 3 роки ув'язнення у Владимирській тюрмі. 26 серпня 1971 р. вийшов на волю й оселився у Львові. Незабаром переїхав у Рівненську область, де влаштувався машиністом на будівництві хімкомбінату. У 1972—1977 роках працював кочегаром у котельнях Львова, а потім — психологом економічної лабораторії Львівського ВО «Кінескоп». Весь цей час він залишався політично активним, брав участь у роботі Української Гельсінської групи.
3 листопада 1981 р. був удруге заарештований. Попри оголошене ним голодування та пов'язаний із цим серцевий напад, 25 червня 1982 р. був засуджений на 10 років позбавлення волі в таборах особливо суворого режиму та 5 років заслання. Покарання відбував у таборі особливо суворого режиму ВС-389/36 у селі Кучино Чусовського району Пермської області. Через велику кількість захворювань (запалення нирок, гіпертонія, аритмія, інфаркт міокарда) 28 листопада 1986 р. М. Гориня етапували до Львова, де його наздогнав другий інфаркт. Через це потрапив до лікарні, після виходу з якої знову був змушений їхати на Урал. 2 липня 1987 р. був помилуваний.
Відразу після звільнення повернувся до політики й узяв участь у створенні УГС та НРУ. Напередодні виборів до Верховної Ради УРСР в березні 1990 року один із трудових колективів Залізничного району Львова висунув Михайла Гориня кандидатом на посаду Народного депутата України від Залізничного виборчого округу № 260 м. Львова. У 1-му турі, який відбувся 4 березня, Михайло Горинь набрав 70,72 % голосів виборців і отримав депутатський мандат, який обіймав до травня 1994 року.
У 1990 році був одним з ключових організаторів «Свята козацької слави», пішої ходи по Запоріжжю і мітингів, які відбулися на території «червоних» областей — Дніпропетровської і Запорізької і після екологічного мітингу у Запоріжжі стали першим потужним народним протестом проти чинної тоді комуністичної влади.
27 березня 1994 р. балотувався на посаду народного депутата України від одномандатного виборчого округу № 261. Посів лише друге місце і не був переобраний до Верховної Ради (24,93 % голосів виборців).
У квітні 1990 р. став одним із фундаторів Української республіканської партії (УРП). Паралельно залишався головою Секретаріату НРУ, який на той час ще не був партією. 28 лютого 1992 р. це дало йому, членові Проводу УРП, змогу стати співголовою НРУ. Але вже незабаром Михайло Горинь залишив лави НРУ. 1 квітня 1992 р. він був обраний головою УРП. Цю посаду обіймав до 21 жовтня 1995 р., коли став почесним головою партії. Але вже незабаром Михайло Горинь вступив у конфлікт із елітою УРП, через що 15 березня 1997 р. був виключений із лав партії. Після цього разом із однодумцями створив Республіканську християнську партію (РХП), в якій до дати смерті обіймав посаду почесного голови.

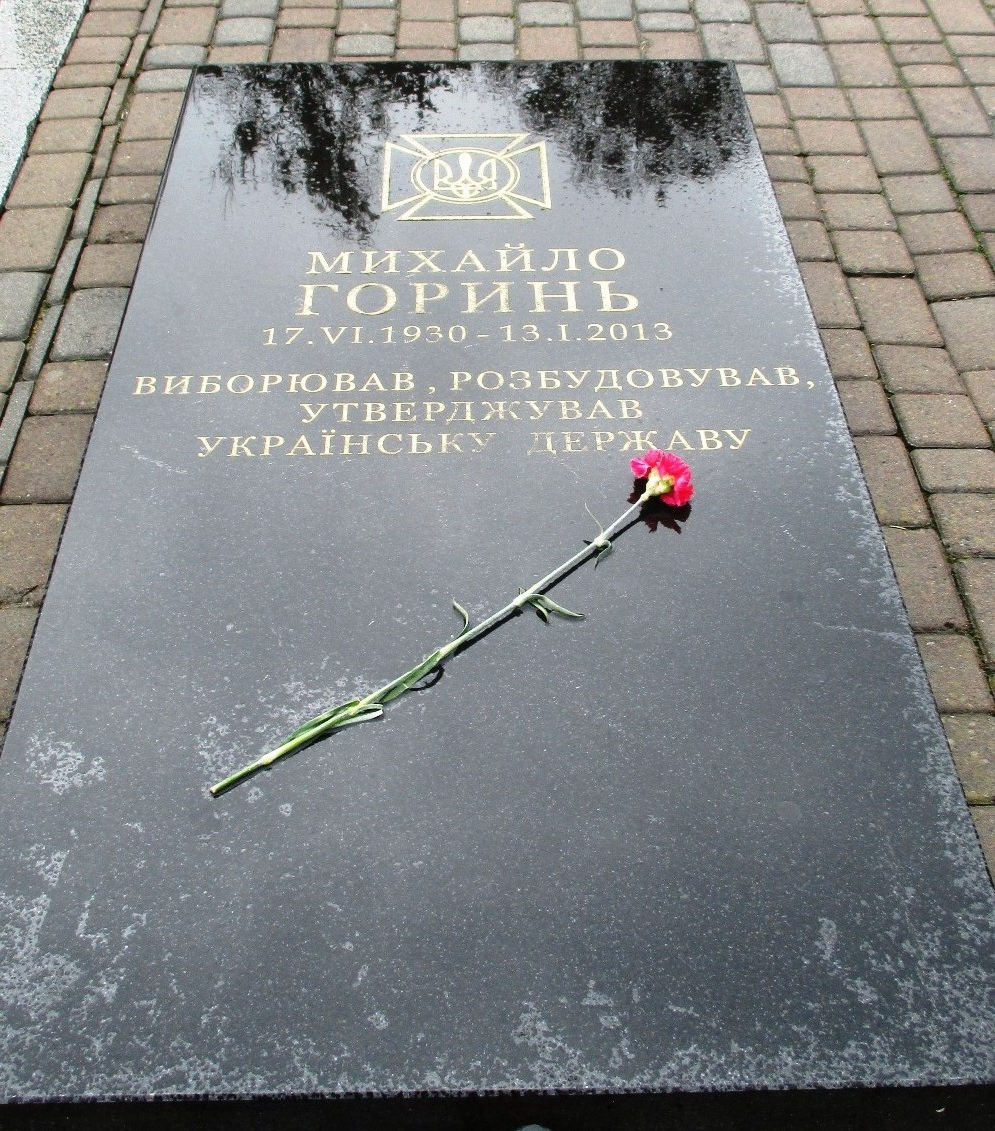
Надгробок Михайла Гориня на полі почесних поховань Личаківського цвинтаря у Львові

На парламентських виборах 29 березня 1998 р. виступав під № 2 виборчого списку РХП. Партія не подолала прохідний бар'єр — Михайло Горинь знову не потрапив до парламенту.
З 19 травня 2000 р. по 20 серпня 2006 р. працював головою Української Всесвітньої Координаційної Ради.
Згодом відійшов від активної політичної діяльності.
Помер Михайло Горинь 13 січня 2013 року у 82-річному віці у Львові близько другої години ночі. Прощання відбулося 15 січня в храмі Святої Трійці УГКЦ. Там же відслужили й заупокійну службу. Попрощатися з видатним українцем прийшли тисячі львів'ян. Похований на полі 67 Личаківського цвинтаря. Під час громадянської панахиди прощальне слово виголосили екс-голова Львівської обласної ради Мирослав Сеник, заступник міської голови Львова з гуманітарних питань Василь Косів, голова Львівської обласної ради Петро Колодій, голова Народного Руху України Василь Куйбіда, правозахисник, політв'язень Степан Хмара, громадський діяч, політв'язень Василь Овсієнко та інші.

## Державні нагороди
- Орден Свободи (16 січня 2009)[5] — за вагомий особистий внесок у справу консолідації українського суспільства, розбудову демократичної, соціальної і правової держави та з нагоди Дня Соборності України
- Орден князя Ярослава Мудрого V ст. (14 червня 2000)[6] — за визначні особисті заслуги перед Українською державою у галузі державного будівництва, активну багаторічну громадсько-політичну діяльність
- Орден «За заслуги» II ст. (26 листопада 2005)[7] — за вагомий особистий внесок у національне та державне відродження України, самовідданість у боротьбі за утвердження ідеалів свободи і незалежності, активну громадську діяльність
- Орден «За заслуги» III ст. (19 серпня 1998)[8] — за вагомий особистий внесок у становлення української державності, заслуги в соціально-економічному, науково-технічному і культурному розвиткові України та з нагоди 7-ї річниці незалежності України
- Орден «За мужність» I ст. (8 листопада 2006)[9] — за громадянську мужність, самовідданість у боротьбі за утвердження ідеалів свободи і демократії та з нагоди 30-ї річниці створення Української Громадської Групи сприяння виконанню Гельсінських угод
- Відзнака Президента України — ювілейна медаль «20 років незалежності України» (19 серпня 2011)[10]

## Вшанування пам'яті

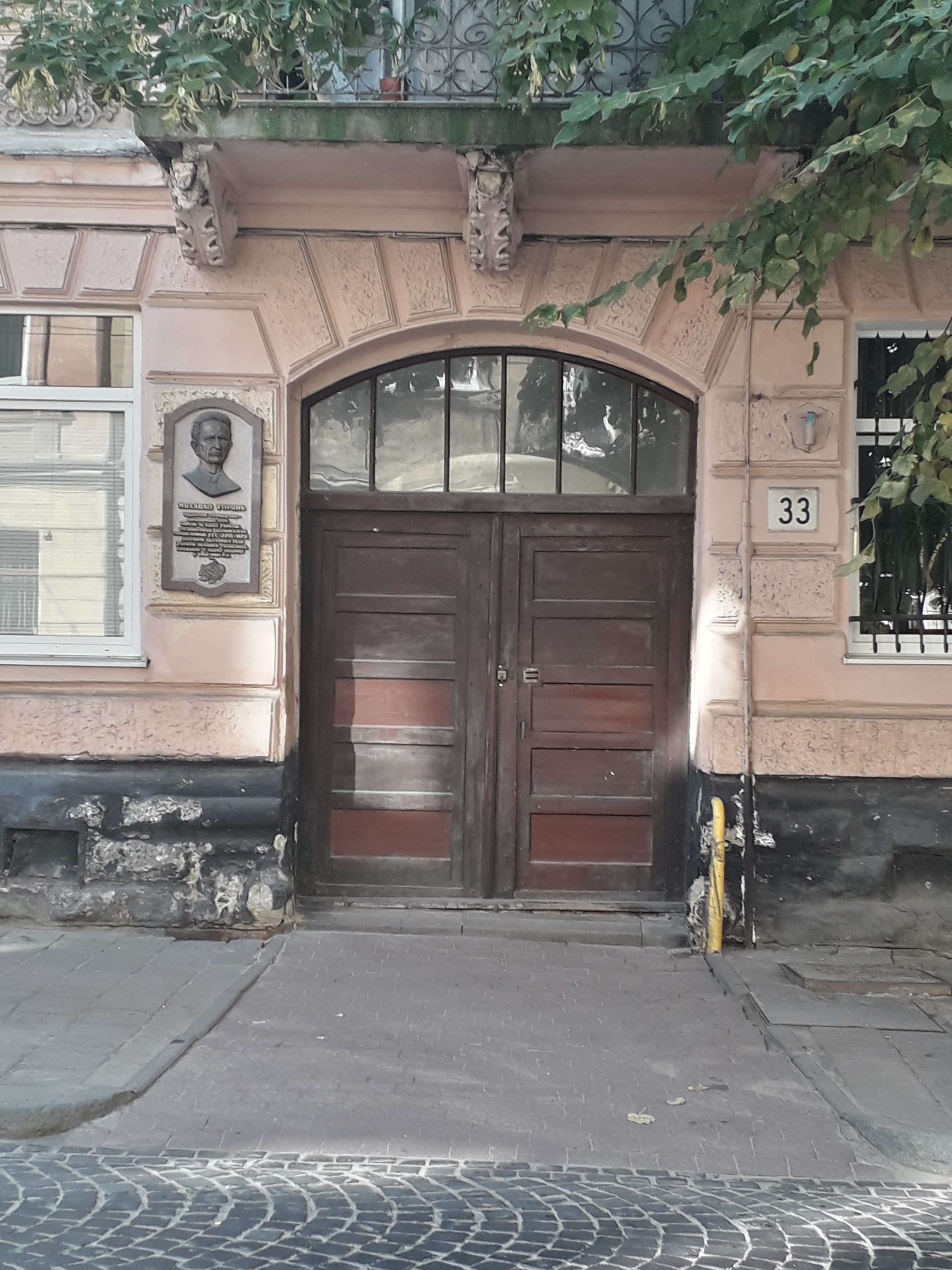
Меморіальна таблиця Михайлові Гориню на вул. Шептицьких, 33 у Львові

Зчіпка з трьох марок «Лицарі духу. Діячі українського правозахисного руху»

- 26 серпня 2017 року у Львові вшанували пам'ять Михайла Гориня. З цієї нагоди на фасаді будинку, на вулиці Шептицьких, 33, де у 1962—2013 роках він мешкав, урочисто відкрили меморіальну дошку. Ініціаторами встановлення дошки була Громадська організація «Ветеранське об'єднання Українська Гельсінська Спілка», скульптор — Роман Кикта.[11].
- У листопаді 2020 року Укрпошта випустила зчіпку «Лицарі духу. Діячі українського правозахисного руху» з трьох марок «Михайло Горинь (1930—2013)», «Микола Руденко (1920—2004)», «Святослав Караванський (1920—2016)». Автор — Василь Василенко. Дата випуску — 20.11.2020. Тираж — 100 000 прим.[12]
- 18 серпня 2022 року Львівська міська рада перейменувала вулицю Скрипника у Сихівському районі Львова на вулицю Михайла Гориня.[13]
- 18 січня 2024 року Київська міська рада перейменувала вулицю Єрмака на вулицю Михайла Гориня.[14]
- 26 липня 2024 року у місті Дніпро провулок Терпигорева перейменували на провулок Михайла Гориня.[15]